# Neuseeländisches Schaumkraut

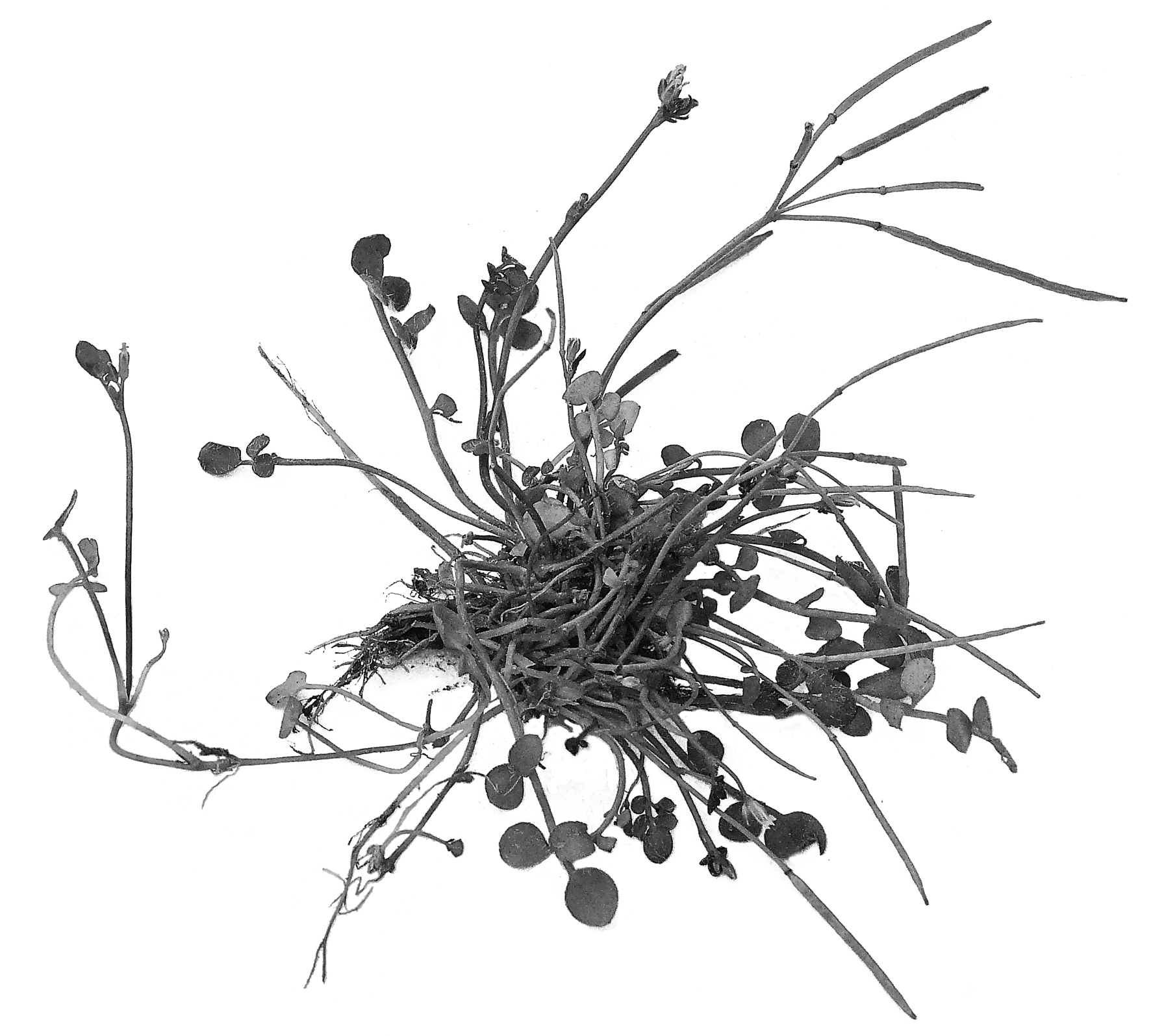
Am Herbarbeleg sind die „Wurzeltriebe an den Knoten“ sowie der charakteristische Fruchtstand zu erkennen.

Das Neuseeländische Schaumkraut (Cardamine corymbosa) ist eine Pflanzenart aus der Gattung der Schaumkräuter (Cardamine) in der Familie der Kreuzblütler (Brassicaceae). Diese aus Neuseeland stammende Art ist in Mitteleuropa ein Neophyt.

## Beschreibung

### Vegetative Merkmale
Das Neuseeländische Schaumkraut ist eine ausdauernde krautige Pflanze. Sie ist im vegetativen Erscheinungsbild sehr variabel, ähnelt dabei dem Behaarten und dem Wald-Schaumkraut. Der aufsteigende bis niederliegende Stängel besitzt höchstens zwei bis drei Laubblätter.
Das Neuseeländische Schaumkraut ist an den in einer grundständigen Rosette zusammen stehenden typisch ausgebildeten, gefiederten Laubblätter leicht als Schaumkraut-Art zu erkennen. Die gefiederten Laubblätter mit höchstens vier Paaren Fiederblättchen können kahl oder behaart sein, wobei die Endfieder größer als die Seitenfiedern ist.

### Generative Merkmale
Der im Vergleich zu anderen Schaumkraut-Arten kleine, variable Blütenstand und später Fruchtstand ist nicht kreuzblütlertypisch regelmäßig und traubig aufgebaut, sondern er erscheint schirmrispig mit nur wenigen Blüten. Die relativ großen Blüten besitzen vier sich überlappende Blütenkronblätter und sechs Staubblätter.
Der schlanke Fruchtstiel kann sehr kurz oder bis zu 5 cm lang sein. Die 10 bis 22 mm langen, schlanken Schoten entspringen manchmal scheinbar einem Punkt; oft sind nur ein bis vier Schoten ausgebildet.

## Vorkommen
Cardamine corymbosa stammt ursprünglich aus Neuseeland. Als Neophyt wird es seit 1991 in Schottland beobachtet. Das Neuseeländische Schaumkraut wurde vermutlich mit Pflanzmaterial eingeschleppt und über Baumschulen und Pflanzenhandel in Großbritannien und Irland rasch verbreitet. Um 1999/2000 erreichte diese Art die Niederlande und Belgien. Aus Deutschland liegen bisher vier Beobachtungen vor.